# Самосадов Олександр Сергійович
Олекса́ндр Сергі́йович Самоса́дов (1989—2014) — солдат 39-го батальйону територіальної оборони «Дніпро-2» Збройних сил України, учасник російсько-української війни.

## Короткий життєпис
Народився 1989 року — вказується місто Сомбатгей. Багато років прожив у Криму, куди переїхав із батьками; в 1996—2001 роках навчався у одній з кримських шкіл. 2005 року закінчив сумську ЗОШ № 8. Закінчив коледж Сумського національного аграрного університету (селище Веретенівка). Військову службу не проходив за станом здоров'я. Займав активну громадянську позицію, був членом партії ВО «Батьківщина».
З початком подій на Євромайдані — активіст, після анексії Криму Росією переїхав до дідуся з бабусею — в смт Низи. Чергував на сумському майдані та блокпостах.
Доброволець першої хвилі мобілізації, старший стрілець, 39-й батальйон територіальної оборони «Дніпро-2». Пройшов двотижневі курси в Дніпропетровську, відповідав за МТ-12 «Рапіра». На передовій за місяць прямими влучаннями ліквідував 3 «Гради» терористів. Згодом розвідка доповіла, що також було ліквідовано терористів автопарк і штаб. У відпустці не був і не хотів.
29 серпня 2014-го загинув під час виходу з Іловайського котла «зеленим коридором» на дорозі між селами Многопілля — Червоносільське — Перемога. Перебував у автобусі, по якому стріляли снайпери. 3 вересня 2014-го тіла 97 загиблих привезено до дніпропетровського моргу. Упізнаний побратимами та родичами.
Без чоловіка лишилася дружина, без батька — донька Олександра 2013 р.н.; батьки Наталія Станіславівна і Олександр Вікторович Самосадови, брат.
Похований у місті Суми, Центральне кладовище, Алея поховань Почесних громадян.

### Нагороди та вшанування
За особисту мужність і героїзм, виявлені у захисті державного суверенітету та територіальної цілісності України, вірність військовій присязі під час російсько-української війни, відзначений — нагороджений
- 27 червня 2015 року — орденом «За мужність» III ступеня.
- Іловайський Хрест (посмертно)
- Його портрет розміщений на меморіалі «Стіна пам'яті полеглих за Україну» у Києві: секція 3, ряд 10, місце 15
- Вшановується 29 серпня на щоденному ранковому церемоніалі вшанування українських захисників, які загинули цього дня у різні роки внаслідок російської збройної агресії[3]
- відзнака «За оборону рідної держави» (посмертно)
- почесний громадянин міста Суми (посмертно; рішення Сумської міської ради від 26 жовтня 2016 року № 1258-МР)
- почесна відзнака Сумської обласної ради «За заслуги перед Сумщиною» 1-го ступеня (посмертно; 29 вересня 2022)